# Praia das Cardosas
Imagem da Praia das Cardosas em Baía da Traição.
A Praia das Cardosas é uma praia brasileira, localizada na cidade de Baía da Traição no estado da Paraíba. Na praia possui a lagoa Encantada, ideal para banhos, com águas cristalinas e vegetação nativa preservada. Além das belas falésias multicoloridas, que rodeia todo entorno da orla marítima da Praia. A localização do belíssimo ambiente faz divisa com o município de Mataraca.

## Turismo
- A prática de asa delta, é muito utilizada na Praia das Cardosas, na cidade de Baía da Traição, pela ventilação propícia que o local possui; em cima das falésias multicoloridas, em um local conhecido como Rampa da Praia das Cardosas é o ponto de partida para a prática do esporte[7].
- Localizada na Reserva Indígena dos potiguaras, está localizada a lagoa encantada, que é oriunda de fonte de água mineral, proporcionando aos visitantes, local ideal para banho em água cristalina[2].
- A prática de surf[1]  , é muito praticada na praia, pois as ondas são propícias para o esporte.
- Há outros atrativos na praia, como trilhas ecológicas, passeios pelo rio, kite surf, entre outros[7].